# 奥罗拉 (科罗拉多州)
奧羅拉（英語：Aurora）是美國科羅拉多州第三大城市（2005年人口297,235人）、阿拉帕霍縣最大的城市。一部分分別位於亞當斯縣和道格拉斯縣。

## 历史
1891年開埠，原名費萊徹（英語：Fletcher）。1907年改名。

## 惨案
2012年7月20日發生奧羅拉槍擊事件。24歲的槍手詹姆斯·伊根·霍爾姆斯在電影《蝙蝠侠：黑暗骑士崛起》（The Dark Knight Rises）首映式上向觀眾射擊並造成12人死亡，58人受傷。另外，奧羅拉距離1999年科倫拜校園槍擊事件案發地點科倫拜高中只有13英里（約20.8公里）。